# Trunkline Pipeline
Trunkline Pipeline — газотранспортна система в США, споруджена для постачання блакитного палива з півдня країни до регіону Великих Озер.
В 1951 році ввели в експлуатацію трубопровід, що подавав природний газ з родовищ південного Техасу у систему Panhandle Eastern Pipeline в Іллінойсі. Станом на 2008 рік загальна довжина трубопроводів системи Trunkline перевищила 4000 миль. При цьому їх пропускна здатність становила біля 31 млрд м3 на рік, хоча фактичні об'єми перекачування в 2007-му склали лише 6,6 млрд м3. Маршрут основної траси проходить через штати Техас, Луїзіана, Арканзас, Міссісіпі, Теннессі, Кентуккі, Іллінойс, Індіана до південної частини Мічигану.
Через Trunkline Pipeline може транспортуватись ресурс з:
- хабу Генрі, який станом на середину 2010-х років мав інтерконектори з рядом газопроводів, які забезпечують маневрування ресурсами газопромислового регіону Мексиканської затоки, зокрема, доступ до продукції зі сланцевих формацій Барнетт та Хейнсвіль (Gulf South Pipeline, Bridgeline Pipeline, Acadian Pipeline)[4];
- хабу Перрівіль на півночі Луїзіани, який, зокрема, отримує ресурс сланцевих формацій Барнетт, Вудфорд та Хейнсвіль через системи Gulf Crossing та Enable Gas Transmission[5][6];
- газопроводу Regency Intrastate Gas, що починаючи з 2010-го постачає продукцію сланцевої формації Хейнсвіль[7];
- трубопроводу Fayetteville Express Pipeline, який обслуговує басейн Арком у штаті Арканзас (включаючи сланцеву формацію Файєтвіль)[8];
- газопроводу Rockies Express, спорудженого в кінці 2000-х для постачання на схід продукції басейнів Скелястих гір[9];
- хабу Joilet на околиці Чикаго, куди подається блакитне паливо канадського походження через газопроводи Northern Border та Alliance (через газопровід-інтерконнектор Midwestern Gas Transmission)[10].

Крім того, ще на початку 1980-х в Луїзіані спорудили термінал для прийому ЗПГ Транклайн. Проте внаслідок високих цін на імпортоване алжирське паливо споживачі почали відмовлятись від придбання ресурсу з Trunkline Pipeline, внаслідок чого за кілька років прийшлось розірвати контракт з Sonatrach із виплатою останній компенсації. Попит на ЗПГ відновився лише на початку 2000-х, що призвело навіть до розширення терміналу. Також систему Trunkline Pipeline з'єднали з розташованими у тій же Луїзіані терміналами Сабін-Пасс (через газопроводи Kinder Morgan Louisiana Pipeline та Creole Trail Pipeline) та Камерон (через Cameron Pipeline).
Проте вже невдовзі внаслідок «сланцевої революції», що призвела до стрімкого зростання виробництва на північному заході США (Пенсільванія, Західна Вірджинія, Огайо), потреба в постачанні сюди блакитного палива нівелювалась. Більше того, невдовзі продукція формацій Утіка та Марцеллус стала перебирати на себе постачання регіону Великих Озер та заводів із зрідження природного газу, що споруджувались на узбережжі Мексиканської затоки. В цих умовах частину потужних газопроводів, прокладених колись з півдня США, вирішили реверсувати (Natural Gas Pipeline Company of America, ANR Pipeline та інші), а частину перепрофіліювати. Оснанній варіант був оголошений по відношенню до Trunkline Pipeline. Його збираються сполучити з новим нафтопроводом, який подаватиме продукцію сланцевої формації Баккен з Північної Дакоти до Патоки в Іллінойсі. Від Патоки нафта перекачуватиметься по 750-мм нитці Trunkline Pipeline до Техасу.